# 罗伯塔·布鲁内
罗伯塔·布鲁内（義大利語：Roberta Brunet，1965年5月20日—），意大利女子田径运动员。她曾代表意大利参加1988年、1992年、1996年和2000年夏季奥林匹克运动会田径比赛，获得一枚铜牌。